# Занзибар
Занзибар је полу-аутономна област и острво у Индијском океану уз источну обалу Африке, које је саставни део Танзаније. Највећи град овог острва је истоимени Занзибар и налази се на западном делу острва. У оквиру њега је Стоун Таун. Острво Занзибар је административно подељено на три региона: северни, јужни и западни. У састав ове области, поред Занзибара, улази и острво Пемба и низ мањих острва.
Област има површину од 2.461 km² са 1.303.569 становника (2012). Изграђено је претежно од коралних кречњака, тако да су развијени крашки рељефни облици. Географска ширина, мала надморска висина (до 125 m) и монсуни одређују климатске прилике. Просечна температура у јануару је око 28 °C, а у јулу око 23 °C. Велика су колебања дневних температура. Годишња количина падавина износи 1.500 — 2.000 mm.
Врло хетерогено становништво састоји се већином од мешанаца Арапа и Банту црнаца и знатног дела Индуса.